# Kanton Cannes-Est
Der Kanton Cannes-Est war von 1973 bis 2015 ein französischer Wahlkreis im Arrondissement Grasse, im Département Alpes-Maritimes und in der Region Provence-Alpes-Côte d’Azur. Er umfasste den östlichen Teil der Stadt Cannes.